# Kelfield
Kelfield – osada i civil parish w Anglii, w North Yorkshire, w dystrykcie (unitary authority) North Yorkshire. W 2011 civil parish liczyła 497 mieszkańców. Kelfield jest wspomniana w Domesday Book (1086) jako Chelchefeld/Chelchefelt.